# Donji Gučani
Donji Gučani – wieś w Chorwacji, w żupanii pożedzko-slawońskiej, w gminie Brestovac. W 2011 roku liczyła 107 mieszkańców.